# Desider Friedmann
Pour les articles homonymes, voir Friedmann.
Desider Friedmann, né le 24 novembre 1880 à Boskowitz, margraviat de Moravie, et mort en octobre 1944 à Auschwitz, est un avocat sioniste autrichien qui a présidé le consistoire israélite de Vienne.

## Biographie
Il est le fils de Samuel Friedmann et de son épouse Ernestine née Pollack. Après des études au lycée de Brünn, Desider Friedmann étudie le droit à Vienne à partir de 1899, obtient un doctorat de droit en 1904, commence à pratiquer le droit à Brünn, puis à Vienne à partir de 1911,. Il est un sioniste actif dès l'âge de dix huit ans. Il adhère au  Zionistischer Landesverband für Österreich en 1920, devient en 1921 vice-président du consistoire de Vienne et en 1932 son premier président sioniste,. En 1934, il entre au conseil d'état autrichien (de). Il s'applique à élargir les activités culturelles, éducatives et sociales du consistoire de Vienne. En 1938, quelques semaines avant l'Anschluss, le chancelier Kurt von Schuschnigg l'envoie à Londres pour négocier un soutien à la devise autrichienne,. Il est à Londres au moment de l'Anschluss mais choisit de retourner à Vienne. Immédiatement après l'Anschluss, les nazis l'arrêtent au motif de son aide au gouvernement Schuschnigg et le déportent à Dachau dans le Prominententransport (de) (transport de notables) du 1er avril 1938,,. Il est transféré le 13 avril 1938 à la Gestapo de Vienne, puis envoyé le 25 septembre 1938 à Buchenwald, libéré en 1940, puis, le 24 septembre 1942, déporté avec son épouse au camp de concentration de Theresienstadt. En novembre 1942 il est nommé au conseil des anciens,. En juin 1943, il est choisi par les Allemands pour prendre la direction de la Bank der juedischen Selbstverwaltung, la prétendue « banque de l'auto-administration juive », censée contribuer à donner au ghetto les apparences d'une ville normale,. Le 12 octobre 1944, Friedmann et son épouse sont déportés à Auschwitz où ils sont tués peu de temps après. De Friedmann à Theresienstadt, H.G. Adler garde le souvenir d'un homme « intègre », « anxieux », mais des « plus agréables ».